# Digipedi
Digipedi (디지 페디, abreviatura de Digital Pedicure) es una compañía de producción de videos de Corea del Sur creada y dirigida por el dúo de directores de arte Seong Won-mo y Park Sang-woo. Con sede en Seúl, el estudio se especializa en la producción de videos musicales, comerciales y arte visual.

## Videografía

### Videos musicales
| - Dynamic Duo - "Complex" - Bizniz - "So Sick" - Buga Kingz - "Siren" - Clazziquai Project - "Beat in Love" - Clazziquai Project - "Flea" - Clazziquai Project - "Love Again" - My Aunt Mary - "Blue Tinware Scooter" - Shin Seung-hun- "Turn on the Radio" - Untouchable feat. Song Jieun - "Give You Everything" - W & Whale - "R.P.G Shine" - Jo Kwon & Whale - "Dunk Shoot" - Lee Seung-hwan - "Good Day 2" - Loveholics feat. Shin Min-a - "Miracle Blue" - MC Sniper & Outsider feat. Horan - "Heart Disease" - Smoky J - "Player" - W & Whale - "High School Sensation" - Double K - "Favorite Music" - Lee Juck - With You - Soul Dive & FPM - "L.I.E (Love Is Everywhere)" - YB & RRM - "Sneakers" - Kim Hyung-jun - "Oh! Ah!" - Kim Yeo-hee - "Half" - Eluphant - "Kidult" - Re:Plus - "Let the Story Tell" - Re:Plus - "New Age of Beats" - Rude Paper - "Radio" - Soul Dive - "Bad Habit" - Thomas Cook - "I Am Nothing at All" - W & Whale - "Break It Down" - Baechigi - "Two Mari" - Buga Kingz - "Don't Go" - Busker Busker - "Cherry Blossom Ending" - Clazzi feat. Yi Sung-yol - "Love & Hate" - Fresh Boyz feat. G.NA - "KingKong Shower" - Hello Venus - "What Are You Doing Today?" - Kero One feat. Esna - "Fast Life" - Orange Caramel - "Lipstick" - John Park - "Falling" - Primary feat. Zion.T & Gaeko - "See Through" - Seo In-young - "Anymore" - Seo In-young - "Let's Dance" - A-Jax - "Insane" - A-Jax - "Snake" - Andamiro - "Waiting" - B1A4 - "What's Happening" - Cheeze - "Mango" - Dirty Radio - "Lost at Sea" - Double K feat. Michelle Lee - "Rewind" - Icon - "Rockstar" - IU - "Monday Afternoon" - Jinbo - "Be My Friend" - Jinbo - "Cops Come Knock" - Jinbo - "Fantasy" - Kero One - "In All the Wrong Places" - KK - "Boys Be..." - Ladies' Code - "Hate You" - Ladies' Code - "Pretty Pretty" - Lim Kim feat. Swings - "Voice" - Lim Kim - "Goodbye 20" - Loco feat. Narae of Spica - "Take Care" - LUSH - "Miserable" - John Park - "Baby" - SHINee - "Dream Girl" - Shin Seung-hun - "Sorry" - Soyou & Mad Clown - "Stupid in Love" - Swings - "A Real Lady" - Swings feat. Seo In-guk - "Would You?" - Zion.T feat. Gaeko - "Babay" | - Apink - "Mr. Chu" - Beenzino - "How Do I Look" - Boys Republic - "Video Game" - Cherry Filter - "Andromeda" - Crucial Star feat. Sojin of Girl's Day - "Three Things I Want to Give to You" - Epik High - "Born Hater" - EXID - "Up & Down" - Fiestar - "One More" - Jun. K - "Love & Hate" - Jun. K - "No Love" - Kim Yeon-woo feat. Kyung of Block B - "Move" - Ladies' Code - "Kiss Kiss" - Lee Min-woo - "Taxi" - Loco feat. Jay Park - "Thinking About You" - Lovelyz - "Candy Jelly Love" - Lovelyz - "Good Night Like Yesterday" - Masta Wu feat. Dok2, Bobby - "Come Here" - Orange Caramel - "Catallena" - Orange Caramel - "The Gangnam Avenue" - Orange Caramel - "My Copycat" - John Park - "U" - Lena Park feat. Verbal Jint - "Sweet" (Brand New Mix) - Rainbow Blaxx - "Cha Cha" - Seo In-guk - "Bomtanaba" - Topp Dogg - "Annie" - Wax - "Fly High" - Wax - "Just Leave" - Wings - "Hair Short" - Yoon Hyun-sang with IU - "When Would It Be" - Andy - "Puppy Love" - April - "Dream Candy" - Beenzino - "Break" - Big Bang - "We Like 2 Party" - Davink - "Love Again" - EXID - "Hot Pink" - Giriboy feat. Shin Jisu - "Back and Forth 30 min" - Infinite - "Bad" - Jinusean feat. Jang Hanna - "Tell Me One More Time" - Kara - "Cupid" - Kim Jang-hoon - "What are you?" - Lee Juck - "Arguement" - Lim Kim - "Awoo" - Lizzy - "Not an Easy Girl" - Lovelyz - "Ah-Choo" - Lovelyz - "For You" - Lovelyz - "Hi~" - Lovelyz - "Shooting Star" - Mamamoo - "Ahh Oop!" - Norazo - "Ni Paljaya" - Primary feat. Lena Park - "Hello" - Primary feat. Beenzino, Suran - "Mannequin" - Psy feat. CL of 2NE1 - "Daddy" - Psy - "Napal Baji" - San E feat. Baek Ye-rin of 15& - "Me You" - Seventeen & Ailee - "Q&A" - Stellar - "Vibrato" - Zion T. - "Eat" - Beenzino - "Life in Color" - CocoSori - "Dark Circle" - Giriboy feat. Brother Su - "Hogu" - Hanhae feat. Jung Eun-ji - "Eyescream" - Heize feat. Dean - "Shut Up & Groove" - Heize feat. Dean & DJ Friz - "And July" - Heize - "Star" - I.O.I - "Very Very Very" - J.Y. Park feat. Conan O'Brien, Steven Yeun & Jimin Park - "Fire" - Ladies' Code - "The Rain" - Lee Hi - "My Star" - Loona/Heejin - "ViViD" - Loona/HyunJin - "Around You" - Loona/HaSeul - "Let Me In" - Loona/HeeJin, HyunJin, HaSeul - "The Carol" - Lovelyz - "Destiny" - MC Gree - "Dangerous" - Mixx - "Oh Ma Mind" - Oh My Girl - "Liar Liar" - Oh My Girl - "Windy Day" - Pia - "SHINE" - Rainbow - "Whoo" - San E & Raina - "Sugar and Me" - Seventeen - "Very Nice" - Stellar - "Sting" - Stellar - "Crying" - Winner - "Sentimental" - Xia feat. The Quiett, Automatic - "Rock the World" - Zico - "I Am You, You Are Me" | - Dreamcatcher - "Chase Me" - Dreamcatcher - "Good Night" - Eddy Kim - "Heart Pound" - EXID - "DDD" - Girl's Day - "I'll Be Yours" - Gugudan - "A Girl Like Me" - Gugudan - "Chococo" - Heize - "Don't Know You" - Jun. K - "No Shadow" - Loona 1/3 - "Love & Live" - Loona 1/3 - "Sonatine" - Loona/Choerry - "Love Cherry Motion" - Loona/Chuu - "Heart Attack" - Loona/JinSoul - "Singing in the Rain" - Loona/Kim Lip - "Eclipse" - Loona/Odd Eye Circle - "Girl Front" - Loona/Odd Eye Circle - "Sweet Crazy Love" - Loona/ViVi - "Everyday I Love You (Feat. HaSeul)" - Loona/YeoJin - "Kiss Later" - Loona/Yves - "new" - Lovelyz - "Now, We" - Lovelyz - "WoW!" - MXM - "I'M THE ONE" - N.Flying - "The Real" - Yang Hee-eun, Akdong Musician - "The Tree" - Yesung - "Paper Umbrella" - Yozoh - "Let It Shine" - BoA - "One Shot, Two Shot" - DAVII - "Only Me (Feat. Heize)" - Day6 - "If" - Day6 - "Stop The Rain" - Day6 - "Breaking Down" - Chansung - "Treasure" - Fromis 9 - "To Heart" - Fromis 9 - "DKDK" - Fromis 9 - "Love Bomb" - Got7 - "I Won't Let You Go" - GyeongRee of 9MUSES - "Blue Moon" - Heize - "Jenga" - Heize - "MIANHAE" - Loona/Go Won - "One&Only" - Loona/Olivia Hye - "Egoist (Feat. JinSoul)" - Loona/yyxy - "love4eva (Feat. Grimes)" - Loona - "favOriTe" - Loona - "Hi High" - MXM - "Diamond Girl" - Nichkhun - "Lucky Charm" - Pentagon - "Naughty Boy" - Rothy - "Lost Time" - Seventeen - "Call Call Call" - SFC.JGR - "Stairway" - Wanna One - "I.P.U" - AB6IX - "Hollywood" - AB6IX - "Breathe" - AB6IX - "Blind For Love" - fromis_9 - "Fun!" - (G)I-DLE - "Uh-Oh" - (G)I-DLE - "Lion" - Got7 - "Love Loop" - Heize - "We Don't Talk Together" - Iz*One - "Violeta" - Loona - "Butterfly" - Rothy - "Bee" - Ruann - "Beep Beep" - Tomorrow x Together - "Magic Island" - Tomorrow x Together - "Nap of a Star" - VERIVERY - "Tag Tag Tag" - Yukika - "Neon" - Yukika - "Cherries Jubiles" - ATEEZ - "INCEPTION" - Lee Jin Hyuk - "Bedlam" - Loona - "So What" - Loona - "Why Not?" - Seventeen - "Left & Right" - SF9 - "Good Guy" - SF9 - "Summer Breeze" - Tomorrow x Together - "Eternally" - Han Seung-woo - "Sacrifice" - VERIVERY - "Lay Back" - VERIVERY - "Thunder" - Yukika - "Yesterday" - Yukika - "Soul Lady" - Seventeen - "Home;Run" - Epik High - "Rosario (ft. CL, ZICO" - Loona (grupo musical) - "PTT (Paint the Town)" |

|  |  |

### Comerciales
| - CJ E&M - KMTV Rating - CJ E&M - KMTV Signal: It's Poppin' featuring E-Sens - INNO Design - APELBAUM - G-Market - Media Pole - G-Market - Theater Advertising - HappyCong, CJ E&M - HappyCong Filler - LG Electronics - LG Chocolate (BL40) Masters from the East - Daum Communications - Life On - LG Electronics - LG Optimus One The Code - LG Electronics - LG Optimus G Pro Adventures of Dr. Android - Samsung Electronics - Crazy Academy (agency: Cheil Worldwide) - Vans, CJ E&M - VANS X Mspriters Filler | - Beats Electronics, CJ E&M - Beats by Dr. Dre - CJ E&M - Music X Live - Puma SE - PUMA Fass 300 - Beats Electronics, CJ E&M - Beats by Dr. Dre Viral - CJ E&M - tvN Cheongdam-dong 111 OAP Package - LOEN Entertainment - History Debut Trailer - Puma SE - B1A4 X PUMA How to PUMA Suede - CJ E&M - tvN Cheongdam-dong 111: N.Flying's Way of Becoming a Star OAP Package - BC Card - BC Card Web - LG Telecom - Google Maps Service |